# Калверстрат
Калверстрат (нидерл. Kalverstraat) — оживленная торговая улица в Амстердаме, столице Нидерландов. Название происходит от слова «калвермаркт» (нидерл. kalvermarkt) — «телячий рынок», существовавший здесь с XIV до XVII века.
Кальверстрат самая дорогая торговая улица в Нидерландах, с арендной платой в 2 200 евро за квадратный метр (2007). В 2006 году она заняла 21 место среди самых дорогих улиц в мире. Кальверстрат также самая дорогая улица в нидерландской версии «Монополии».
Улица начинается от площади Дам и заканчивается примерно в 750 метрах ниже рядом с Монетной башней на площади Мунтплейн. Монетная башня была когда-то воротами в средневековой городской стене. В то время улица между площадью Спёй и Монетной башней называлась Биндевик. С 1486 по 1629 год в этой части города находился скотный рынок. Позже улица получила название Кальверстрат из-за располагавшегося на ней рынка крупного рогатого скота.
В 1345 году в здании между улицами Калверстрат и Рокин произошло евхаристическое чудо, в память о котором ежегодно проводилась процессия. На месте чуда была построена часовня, ставшая местом паломничества. 
Художник Пит Мондриан жил на улице Калверстрат в доме №154 с 1892 по 1895 год. Первый универмаг HEMA открылся здесь в 1926 году. 7 мая 1945 года пьяные нацисты открыли стрельбу из окон здания на углу Калверстрат и площади Дам, во время которой погибли 19 жителей города, праздновавших окончание Второй мировой войны. Пожар на Калверстрат 9 мая 1977 года унёс 33 жизни.
Амстердамский исторический музей находится в здании бывшего приюта, на углу улиц Калверстрат и Ньивезийдс Ворбургвал.